# Sheila E.

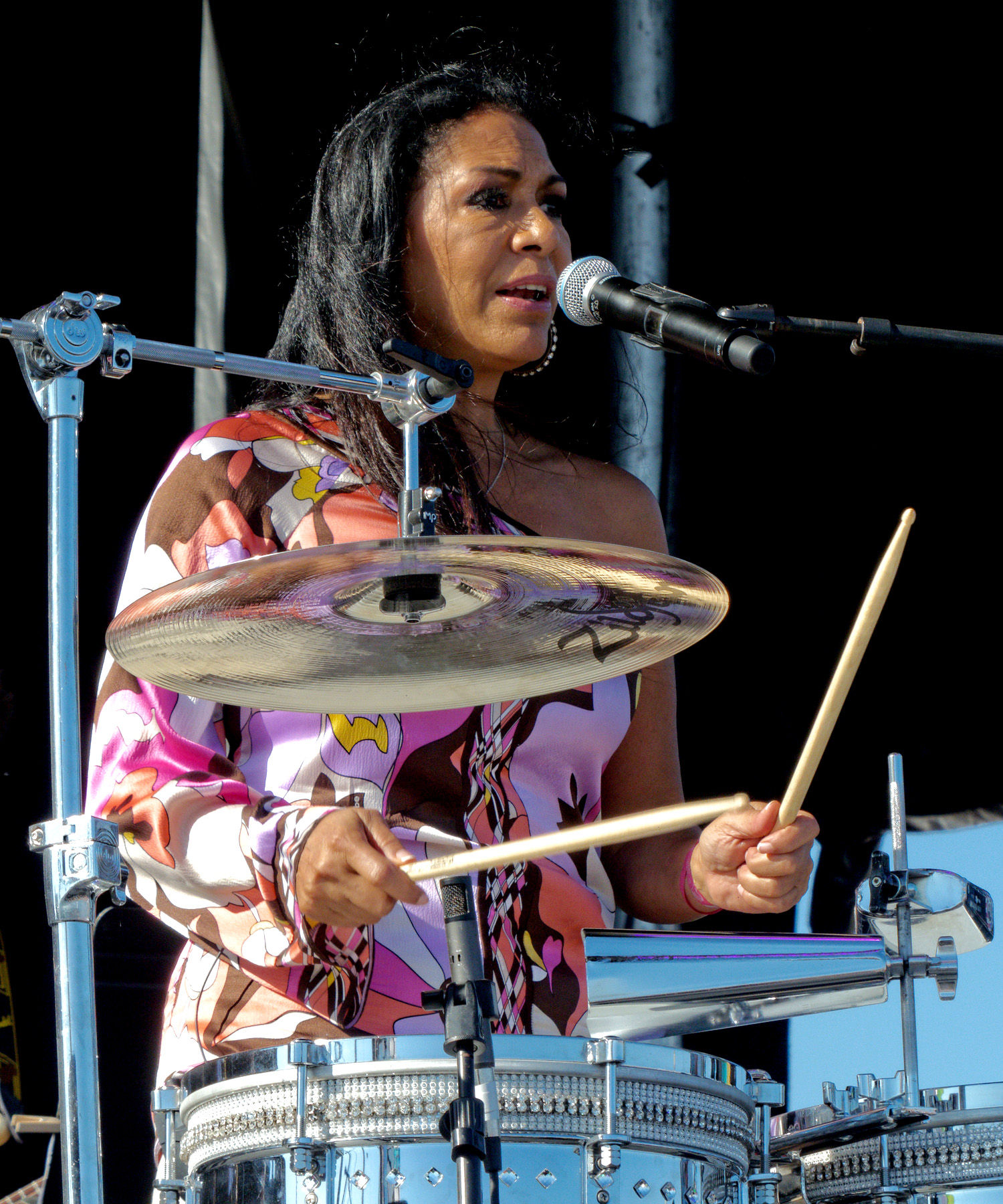
Sheila E., 2014

Sheila Cecilia Escovedo (* 12. Dezember 1957 in Oakland, Kalifornien) ist eine US-amerikanische Perkussionistin, Schlagzeugerin, Sängerin und Schauspielerin. Seit 1976 ist sie im Musikgeschäft tätig und gab damals ihr Schallplattendebüt auf einem Album von Alphonso Johnson. Internationale Bekanntheit erlangte sie in den 1980er Jahren durch die Zusammenarbeit mit dem Musiker Prince. Von 2001 bis 2006 war sie Mitglied in der Ringo Starr & His All-Starr Band. Zudem arbeitete Sheila E. unter anderem mit Bootsy Collins, Diana Ross, Herbie Hancock, Lionel Richie, Marvin Gaye, Phil Collins, Snoop Dogg und Stevie Wonder zusammen.

## Leben

### Kindheit und Jugend
Sheila Cecilia Escovedo wurde 1957 in Oakland als älteste Tochter des mexikanischstämmigen Perkussionisten Pedro „Pete“ Escovedo (* 13. Juli 1935) und seiner afroamerikanischen Frau Juanita Gardere (* 21. Oktober 1936) geboren. Sheila E. hat drei jüngere Geschwister, die Brüder Juan (* 13. März 1959) und Peter Michael (* 7. Juli 1961) – ebenfalls Perkussionist – und die Schwester Zina (* 26. November 1967). Ihr Vater, mit dem Sheila E. auch immer wieder zusammenarbeitete, war in den 1970er Jahren unter anderem Bandmitglied bei Santana. Ihr Onkel ist der Sänger und Songwriter Alejandro Escovedo.

### Familie
Als 18-Jährige war Sheila E. mit Carlos Santana liiert, beendete aber die Beziehung, weil er verheiratet war. Zwischen 1987 und 1988 war sie mit Prince verlobt, beendete aber auch diese Beziehung. Beide Beziehungen blieben kinderlos und wurden damals von den Paaren vor der Öffentlichkeit geheim gehalten. Dies wurde erst im September 2014 durch ihre Autobiografie The Beat of My Own Drum publik.
Sheila E. ist die Patentochter von Tito Puente und die Tante von Nicole Richie, der Tochter ihres Bruders Peter Michael.

## Karriere

### Musikalische Anfänge (1962–1983)
Im Alter von fünf Jahren lernte Sheila E. Congas spielen und im Alter von 15 Jahren schloss sie sich der Band Azteca an, bei der sie sang und Perkussion spielte. Ihr Schallplatten-Debüt gab sie im Jahr 1976 auf dem Album Yesterdays Dreams von Alphonso Johnson. In dieser Zeit spielte sie außerdem in der Begleitband von Diana Ross, George Duke, Herbie Hancock, Lionel Richie und Marvin Gaye. Danach spielte sie für drei Jahre ausschließlich in der Begleitband von George Duke. Anschließend nahm sie mit Solo Two und Happy Together zwei Studioalben mit ihrem Vater Peter Escovedo auf, später tourte sie oder nahm Alben mit beispielsweise Billy Cobham, Diana Ross, George Duke, Herbie Hancock, Marvin Gaye, Narada Michael Walden, Patti LaBelle und Spyro Gyra auf. Zudem wirkte sie bei dem 1979 erschienenen Song Don’t Stop ’Til You Get Enough von Michael Jackson als Perkussionistin mit, was in den Liner Notes allerdings nicht erwähnt ist.

### Zusammenarbeit mit Prince (1984–1990)

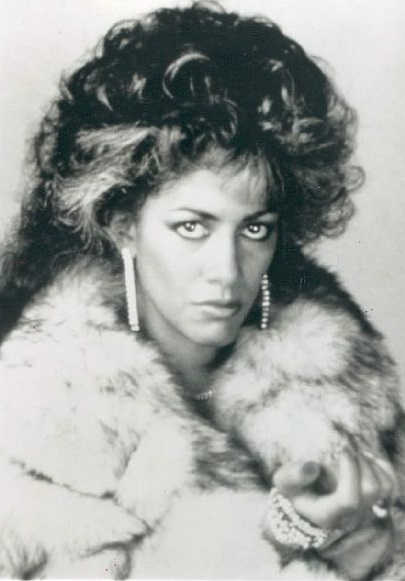
Sheila E., 1985

Im Juli 1978 sahen sich Sheila E. und Prince zum ersten Mal bei einem Al-Jarreau-Konzert, ohne jedoch miteinander zu sprechen. Erst am 26. November 1979 trafen sie sich erneut, als Prince seine damalige Tournee in Los Angeles in Kalifornien im The Roxy startete. Hinter der Bühne offenbarte er ihr, dass er sie kenne.
Als Prince im Februar 1984 mit Aufnahmen zu seinem siebten Studioalbum Around the World in a Day im Sunset-Sound-Studio in Los Angeles beschäftigt war, lud er Sheila E. ein, bei dem Stück Pop Life Schlagzeug zu spielen. Zudem wollte er, dass sie bei dem Song Erotic City, den er als B-Seite auf der im Juli 1984 veröffentlichten Single Let’s Go Crazy platzierte, die Backing Vocals übernahm. Außerdem schlug er vor, sie solle eine Solokarriere als Sängerin beginnen.
Ferner war Prince im Februar 1984 damit beschäftigt, ein Studioalbum für sein damaliges Nebenprojekt Apollonia 6 fertigzustellen. Doch die damalige Frontsängerin Apollonia Kotero zeigte immer weniger Interesse am Album, sodass Prince auf die Idee kam, Sheila E. könne ebenfalls ein eigenes Album aufnehmen. Er gab ihr den Künstlernamen Sheila E. – bis dahin war sie unter ihrem Namen Sheila Escovedo aufgetreten. „Er [Prince] hatte so viel Material, das er aufnehmen wollte. Doch er wollte Warner nichts von seinem Vorhaben wissen lassen“, sagte der damalige Toningenieur Terry Christian.
Am 4. Juni 1984 erschien Sheila E.s Debütalbum The Glamorous Life bei dem Label Warner Bros. Records. Das Album erreichte in den USA Goldstatus, spielte aber in den internationalen Hitparaden keine große Rolle. Prince wird auf dem Albumcover nirgends erwähnt, schrieb aber unter seinem Pseudonym „Jamie Starr“ alle Songs des Albums. Vom 4. November 1984 bis zum 7. April 1985 waren Prince and The Revolution in den USA mit der Purple-Rain-Tour unterwegs, auf der Sheila E. im Vorprogramm auftrat. Die Tournee war kommerziell sehr erfolgreich, die 98 Konzerte wurden von ungefähr 1,75 Millionen Menschen besucht.
Als am 28. Januar 1985 die American Music Awards in den USA stattfanden, nahm die Beziehung zwischen Sheila E. und Prince zuweilen seltsame Züge an; Cyndi Lauper erinnerte sich, dass ein Leibwächter von Prince die anwesenden Gäste dazu angehalten habe, sich wegzudrehen, da Prince’ Freundin komme. Es stellte sich heraus, dass es Sheila E. war, aber „niemand sollte sie anschauen. Und das sagte er [der Bodyguard] auch zu Stevie Wonder!“, der seit frühester Kindheit an blind ist. Unmittelbar nach der Veranstaltung nahm das Musikprojekt USA for Africa den Song We Are the World auf, in dem Sheila E. im Chor mitsingt. Ursprünglich wurde ihr ein Solo-Gesangspart versprochen, doch die Produzenten Lionel Richie und Quincy Jones fragten sie mehrfach „Warum rufst du Prince nicht an?“. „Jeder versuchte abwechselnd, mich dazu zu bringen, ihn zurückzurufen und ihn zu bitten, herunterzukommen…. Ich dachte nur, wow, das waren alles meine Freunde. Das ist kaltblütig“, erzählte sie im Januar 2024 in der Dokumentation The Greatest Night in Pop über die Entstehungsgeschichte von We Are the World.
Ebenfalls im Jahr 1985 agierte Sheila E. als Schauspielerin in dem Kinofilm Krush Groove. Regisseur Michael Schultz begann am 5. Mai mit den Dreharbeiten und beendete diese am 31. Mai 1985. Für Sheila E. blieb diese Zeit allerdings in keiner guten Erinnerung; beispielsweise will sie Schultz „Cut!“ rufen gehört haben, als sie den Song A Love Bizarre für eine Filmszene vortragen wollte. „Viele Leute am Set und viele Rapper waren nicht sehr cool“, sagte sie später.
1986 wirkte Sheila E. in drei Songs vom Prince-Album Parade mit, und ab 1987 wurde sie von Prince als Schlagzeugerin in seine Begleitband engagiert; sie spielt auf dem Album Sign “☮” the Times in zwei Stücken Perkussion und nahm an der Sign o’ the Times Tour teil. Zudem spielte sie Schlagzeug in dem Konzertfilm Prince – Sign O’ the Times, der im November 1987 in die US-Kinos kam. Außerdem ist sie auf dem Black Album vertreten, das aber erst 1994 offiziell herausgebracht wurde.
1988 spielte sie auf dem Album Lovesexy in fünf Songs Perkussion und Schlagzeug ein und ging mit Prince erneut auf Tournee. Nach Beendigung des japanischen Teils der Lovesexy-Tour am 13. Februar 1989 hatte Sheila E. gesundheitliche Probleme. In einem Interview mit Welt.de sagte sie, dass sie nicht auf ihren Körper aufgepasst habe. „Heute weiß ich, dass man als Perkussionist wie ein Spitzensportler trainieren muss. Wenn man das nicht macht, jeden Abend wie ein Maniac spielt und dazu High Heels trägt, rächt sich eines Tages dein Körper. In meinem Fall die linke Seite meines Nackens. Die war einfach kaputt. […] Lähmungserscheinungen in den Beinen, Rückenschmerzen, sogar ein Lungenflügel ist kollabiert. Ich hatte Angst zu sterben.“ Abgesehen von ihren gesundheitlichen Problemen gefiel ihr die Musik nicht mehr, die Prince nach 1988 geschrieben hatte. „Ich wollte einfach nicht um ihn herum sein“, sagte sie nach Prince’ Tod in einem Interview zum Billboard-Magazin am 26. April 2016. Ihre damalige Entscheidung sei „wie eine Scheidung“ und die schwerste ihres Lebens gewesen, meinte sie.

### Tätigkeit als Musikerin (1991–2019)

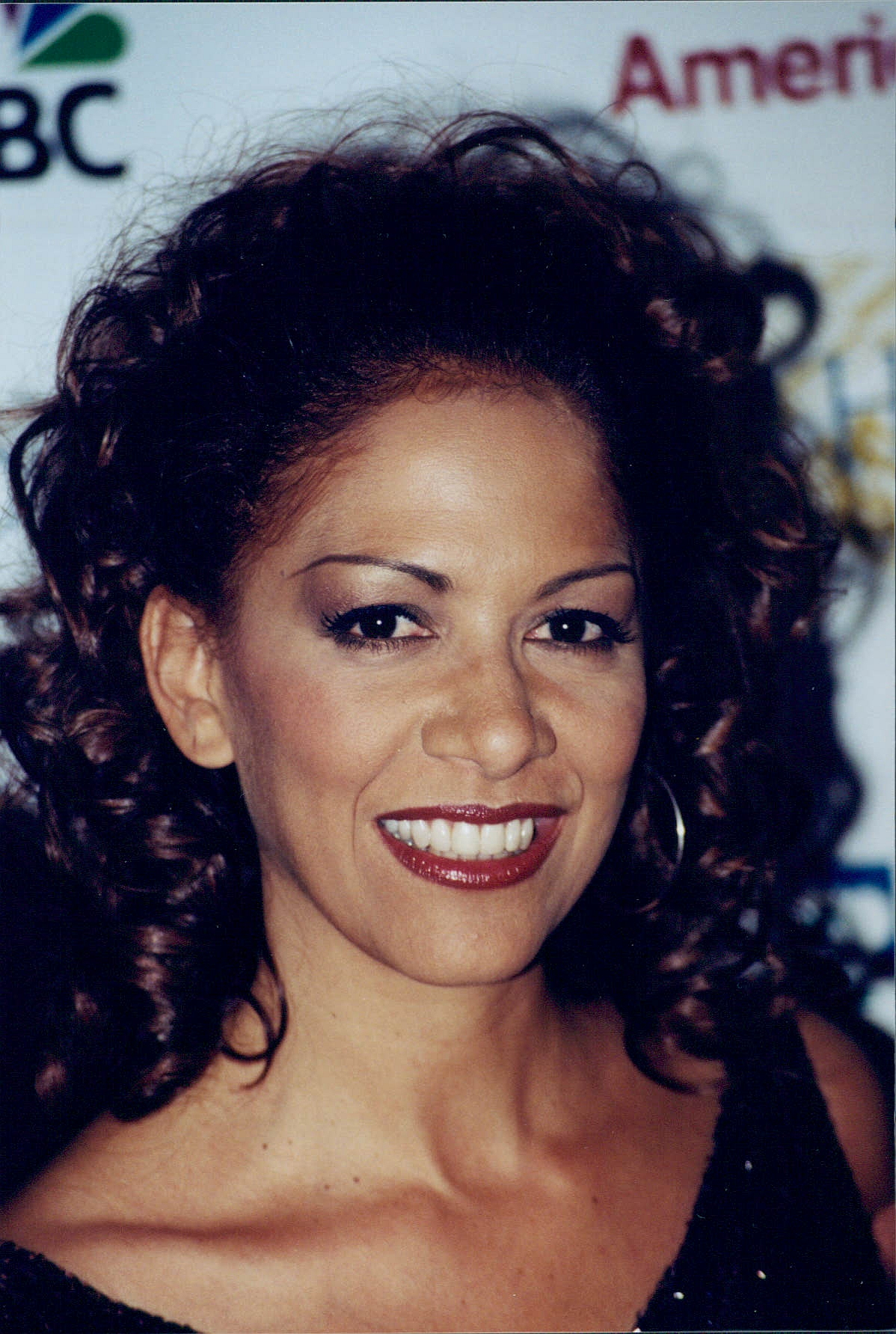
Sheila E., 2000

Erst im März 1991 veröffentlichte Sheila E. mit Sex Cymbal ein neues Album, das allerdings kommerziell nicht erfolgreich war. 1997 spielte sie als Gastmusikerin Perkussion bei dem US-Top-Ten-Single-Hit Every Time I Close My Eyes von Babyface, an dem auch Mariah Carey und Kenny G mitwirken. Ein Jahr später war Sheila E. Bandleaderin der US-Talkshow The Magic Hour, die von Magic Johnson moderiert wurde. Die Talkshow lief allerdings nur von Juni bis September 1998. Im selben Jahr spielte sie die Percussions bei dem Song True Colors ein, einer Coverversion von Phil Collins. Im Jahr 2000 ging sie mit der japanischen Künstlerin Namie Amuro auf Tournee. 2001, 2003 und 2006 tourte sie mit Ringo Starr und war Mitglied in dessen Supergroup Ringo Starr & His All-Starr Band.
2010 und 2011 begleitete Sheila E. erneut Prince auf Tournee, diesmal bei seiner 20Ten-Tour und bei der Welcome-2-America-Tour. Am 21. Mai 2011 trat sie das letzte Mal mit ihm gemeinsam live auf; das Konzert fand in San José (Kalifornien) im SAP Center statt.
Weitere Musiker, mit denen Sheila E. im Laufe ihrer Karriere zusammenarbeitete, waren unter anderem Cyndi Lauper, Don Was, Gloria Estefan, Hans Zimmer, Lee Ritenour, Natalie Cole, Patti LaBelle, Stevie Nicks, Stevie Wonder und Tito Puente.
Am 4. November 2013 veröffentlichte sie ihr siebtes Studioalbum mit Namen Icon und ging anschließend mit Larry Graham auf Welttournee. Im September 2014 brachte sie mit The Beat of My Own Drum ihre Autobiografie heraus.
Am 26. Juni 2016 fanden in Los Angeles in Kalifornien im Microsoft Theater die BET Awards statt, bei denen Sheila E. an Gedenken des zwei Monate zuvor verstorbenen Musikers Prince ein Medley aus einigen seiner Songs spielte. Einen Tag später veröffentlichte sie den Song Girl Meets Boy, dessen Liedtext eine Hommage an Prince ist. Im Juli 2016 ging sie erneut auf Welttournee.
Im August 2017 veröffentlichte Sheila E. ihr Album Iconic: Message 4 America, auf dem sie Coverversionen von Songs wie beispielsweise Blackbird (1968) und Come Together (1969) von The Beatles, Inner City Blues (Make Me Wanna Holler) (1971) von Marvin Gaye, Pusherman (1972) von Curtis Mayfield und America (1985) von Prince interpretiert. Außerdem singt sie ein Medley aus James-Brown-Songs. Als Gastmusiker wirken ihr Vater und ihre beiden Brüder mit sowie Bootsy Collins, Candy Dulfer, George Clinton, Greg Phillinganes, Israel Houghton und Ringo Starr.
2019 wirkte sie als Perkussionistin bei dem im Februar veröffentlichten Album This Land von Gary Clark junior als Gastmusikerin mit und im Oktober wurde ihre Single No Line mit Snoop Dogg herausgebracht.

### Aktuelle Schaffensphase (seit 2020)
Anlässlich der Grammy Awards 2020 fand am 28. Januar im Los Angeles Convention Center in Los Angeles ein Tribut-Konzert für Prince unter dem Motto „Let’s Go Crazy: The Grammy Salute to Prince“ statt, bei dem Sheila E. mit Beck, Common, FKA Twigs, Gary Clark junior, H.E.R., Juanes, Miguel, St. Vincent und Usher auftrat. Das Konzert wurde am vierten Todestag von Prince am 21. April 2020 im US-Fernsehen ausgestrahlt. Im November 2022 spielte sie bei dem Auftritt von George Clinton in der US-amerikanischen Ausgabe von The Masked Singer Perkussion. Clinton war als Taschenratte verkleidet und schied als achtplatzierter von 22 Teilnehmern aus, Sheila E. war nicht maskiert.
Im April 2024 brachte Sheila E. mit Bailar ein Studioalbum mit ausschließlich Salsa-Musik heraus, auf dem Gastmusiker wie beispielsweise Gilberto Santa Rosa, Gloria Estefan, José Alberto, Luis Enrique, Rubén Blades und Victor Manuelle mitwirken. Im Juli 2025 war sie in Europa auf Tournee und trat unter anderem beim North Sea Jazz Festival in Rotterdam auf. In Deutschland, Österreich und in der Schweiz gab sie keine Konzerte.

## Auszeichnungen
Sheila E. wurde in ihrer Karriere mit einem Grammy ausgezeichnet, wobei sie bisher in sechs Kategorien nominiert worden war. 1985 wurde sie in der Kategorie „Best New Artist“ nominiert sowie für den Song The Glamorous Life in den beiden Kategorien „Best Pop Vocal Performance, Female“ und „Best R&B Song“. Zudem wurde das Stück Shortberry Strawcake in der Kategorie „Best R&B Instrumental Performance“ nominiert.
Bei den Grammy Awards 2025 gewann sie für den Song Bemba Colorá mit Gloria Estefan & Mimy Succar in der Kategorie „Best Global Music Performance“. Zudem wurde sie für ihr Album Bailar in der Kategorie „Best Tropical Latin Album“ nominiert, gewann aber nicht.
2016 wurde Sheila E. vom US-Musikmagazin Rolling Stone als eine von nur fünf Frauen unter die 100 größten Schlagzeuger aller Zeiten auf Platz 58 gewählt. 2021 bekam sie, zusammen mit ihrem Vater Pete Escovedo, den Latin Grammy Lifetime Achievement Award verliehen. Am 12. Juli 2023 erhielt Sheila E. als erste Solo-Perkussionistin einen Stern auf dem Hollywood Walk of Fame, die Laudatio hielten H.E.R., Jimmy Jam und Ringo Starr.

## Diskografie

### Studioalben
| Jahr | Titel Musiklabel                                         | Höchstplatzierung, Gesamtwochen, AuszeichnungChartplatzierungen (Jahr, Titel, Musiklabel, Platzierungen, Wochen, Auszeichnungen, Anmerkungen) | Höchstplatzierung, Gesamtwochen, AuszeichnungChartplatzierungen (Jahr, Titel, Musiklabel, Platzierungen, Wochen, Auszeichnungen, Anmerkungen) | Höchstplatzierung, Gesamtwochen, AuszeichnungChartplatzierungen (Jahr, Titel, Musiklabel, Platzierungen, Wochen, Auszeichnungen, Anmerkungen) | Höchstplatzierung, Gesamtwochen, AuszeichnungChartplatzierungen (Jahr, Titel, Musiklabel, Platzierungen, Wochen, Auszeichnungen, Anmerkungen) | Anmerkungen                            |
| Jahr | Titel Musiklabel                                         | DE | CH | US | R&B | Anmerkungen                            |
| ---- | -------------------------------------------------------- | --- | --- | --- | --- | -------------------------------------- |
| 1984 | The Glamorous Life Warner Bros. Records                  | — | — | US28 Gold · (46 Wo.)US | R&B7 (42 Wo.)R&B | Erstveröffentlichung: 4. Juni 1984     |
| 1985 | Romance 1600 Warner Bros. Records / Paisley Park Records | DE36 (10 Wo.)DE | — | US50 Gold · (33 Wo.)US | R&B12 (33 Wo.)R&B | Erstveröffentlichung: 14. August 1985  |
| 1987 | Sheila E. Warner Bros. Records / Paisley Park Records    | — | CH20 (2 Wo.)CH | US56 (12 Wo.)US | R&B24 (12 Wo.)R&B | Erstveröffentlichung: 24. Februar 1987 |
| 1991 | Sex Cymbal Warner Bros. Records                          | — | — | US146 (5 Wo.)US | R&B56 (14 Wo.)R&B | Erstveröffentlichung: 22. März 1991    |

Weitere Studioalben
- 1977: Solo Two (mit Pete Escovedo)
- 1978: Happy Together (mit Pete Escovedo)
- 2000: Writes of Passage
- 2001: Heaven
- 2013: Icon
- 2017: Iconic: Message 4 America
- 2024: Bailar

### Singles
| Jahr | Titel Album                                     | Höchstplatzierung, Gesamtwochen, AuszeichnungChartplatzierungen (Jahr, Titel, Album, Platzierungen, Wochen, Auszeichnungen, Anmerkungen) | Höchstplatzierung, Gesamtwochen, AuszeichnungChartplatzierungen (Jahr, Titel, Album, Platzierungen, Wochen, Auszeichnungen, Anmerkungen) | Höchstplatzierung, Gesamtwochen, AuszeichnungChartplatzierungen (Jahr, Titel, Album, Platzierungen, Wochen, Auszeichnungen, Anmerkungen) | Höchstplatzierung, Gesamtwochen, AuszeichnungChartplatzierungen (Jahr, Titel, Album, Platzierungen, Wochen, Auszeichnungen, Anmerkungen) | Höchstplatzierung, Gesamtwochen, AuszeichnungChartplatzierungen (Jahr, Titel, Album, Platzierungen, Wochen, Auszeichnungen, Anmerkungen) | Höchstplatzierung, Gesamtwochen, AuszeichnungChartplatzierungen (Jahr, Titel, Album, Platzierungen, Wochen, Auszeichnungen, Anmerkungen) | Anmerkungen                                                                |
| Jahr | Titel Album                                     | DE | AT | CH | UK | US | R&B | Anmerkungen                                                                |
| ---- | ----------------------------------------------- | --- | --- | --- | --- | --- | --- | -------------------------------------------------------------------------- |
| 1984 | The Glamorous Life                              | — | — | — | UK96 (2 Wo.)UK | US7 (26 Wo.)US | R&B9 (23 Wo.)R&B | Erstveröffentlichung: 2. Mai 1984                                          |
| 1984 | The Belle of St. Mark The Glamorous Life        | — | — | — | UK18 (12 Wo.)UK | US34 (15 Wo.)US | R&B68 (6 Wo.)R&B | Erstveröffentlichung: 19. Oktober 1984                                     |
| 1985 | Sister Fate Romance 1600                        | — | — | — | — | US102 (1 Wo.)US | R&B36 (11 Wo.)R&B | Erstveröffentlichung: 26. Juli 1985                                        |
| 1985 | A Love Bizarre Romance 1600                     | DE4 (19 Wo.)DE | AT14 (8 Wo.)AT | CH16 (6 Wo.)CH | UK76 (5 Wo.)UK | US11 (23 Wo.)US | R&B2 (21 Wo.)R&B | Erstveröffentlichung: Oktober 1985                                         |
| 1986 | Hold Me Sheila E.                               | — | — | — | — | US68 (10 Wo.)US | R&B3 (14 Wo.)R&B | Erstveröffentlichung: Dezember 1986                                        |
| 1987 | Koo Koo Sheila E.                               | — | — | — | — | — | R&B35 (11 Wo.)R&B | Erstveröffentlichung: 6. Mai 1987                                          |
| 1991 | Sex Cymbal                                      | — | — | — | — | — | R&B32 (10 Wo.)R&B | Erstveröffentlichung: 1. April 1991                                        |
| 1991 | Droppin’ Like Flies Sex Cymbal                  | — | — | — | — | — | R&B77 (5 Wo.)R&B | Erstveröffentlichung: Juni 1991                                            |
| 1997 | Every Time I Close My Eyes The Moment / The Day | DE87 (3 Wo.)DE | — | — | UK13 (4 Wo.)UK | US6 Platin · (26 Wo.)US | — | Erstveröffentlichung: 14. Januar 1997 mit Babyface, Mariah Carey & Kenny G |

Weitere Singles
- 1985: Noon Rendezvous – The Glamorous Life
- 1985: Bedtime Story – Romance 1600
- 1986: Love on a Blue Train (nur in Japan ausgekoppelt) – Sheila E.
- 1986: Holly Rock – Krush Groove (Soundtrack)
- 1991: Cry Baby – Sex Cymbal
- 2009: Glorious Train – From E 2 U
- 2010: From E 2 U – From E 2 U
- 2016: Girl Meets Boy
- 2017: America – Iconic: Message 4 America
- 2019: No Line (feat. Snoop Dogg)
- 2020: Lemon Cake
- 2024: Bemba Colorá (feat. Gloria Estefan & Mimy Succar) – Bailar

### Gastmusikerin auf Prince-Alben
- 1985: Around the World in a Day

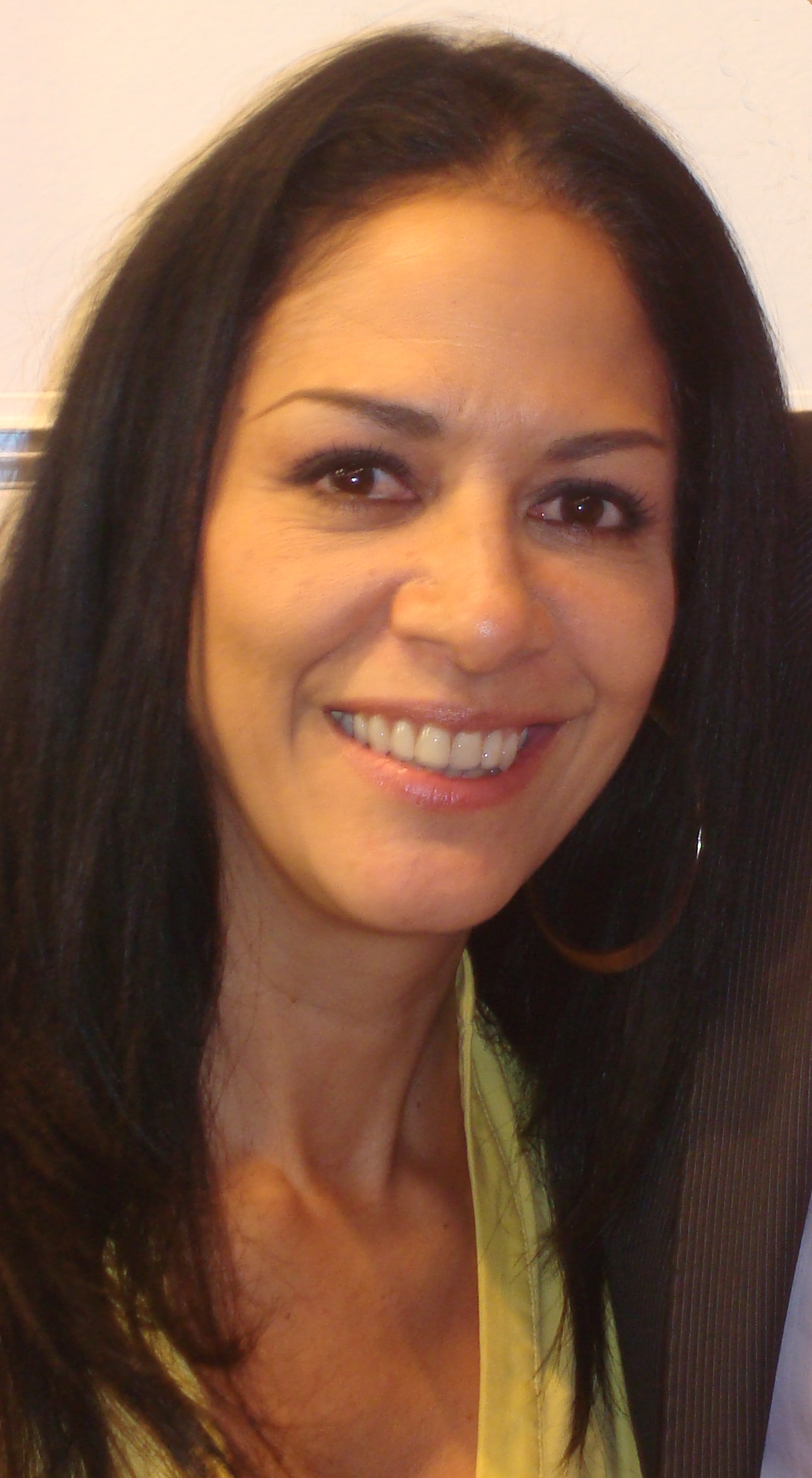
Sheila E., 2008

- 1985: His Majesty’s Pop Life/The Purple Mix Club
- 1986: Parade
- 1987: Sign o’ the Times
- 1988: Lovesexy
- 1990: Graffiti Bridge
- 1991: Diamonds and Pearls
- 1993: The Hits/The B-Sides
- 1994: Black Album
- 1996: Girl 6
- 1999: The Vault … Old Friends 4 Sale
- 2001: The Very Best of Prince
- 2004: Musicology
- 2006: 3121
- 2006: Ultimate
- 2007: Planet Earth
- 2016: 4Ever
- 2017: Purple Rain Deluxe
- 2019: Originals
- 2020: Sign o’ the Times Super Deluxe
- 2022: Prince and the Revolution: Live
- 2023: Diamonds and Pearls Deluxe